# Kai
Kim Čong-in známý jako Kai (korejsky: 김종인, anglicky: Kim Jong-in; *14. ledna 1994 Sunčchon) je jihokorejský zpěvák, model, herec a tanečník, člen jihokorejsko-čínské chlapecké skupiny EXO, svého času podskupiny EXO-K a jihokorejské superskupiny SuperM.
Objevil se také v různých televizních dramatech jako jsou Choco Bank (2016), Andante (2017) a Spring Has Come (2018).

## Mládí
Narodil 14. ledna 1994 v Sunčchonu v provincii Jižní Čolla. Tanci se začal věnovat v osmi letech. Původně se věnoval jazzovému tanci, ale poté, co viděl Louskáčka, začal ve třetí třídě trénovat balet. Jeho rodiče si přáli, aby se naučil taekwondo a hrát na klavír. Po účasti v soutěži SM Youth Best Contest s podporou svého otce zvítězil a v roce 2007, podepsal smlouvu se společností SM Entertainment. Po nástupu do SM Entertainment začal trénovat hip hop.

## Kariéra
Byl vůbec prvním členem skupiny EXO, který byl oficiálně představen veřejnosti a to 23. prosince 2011. První televizní vystoupení měl 29. prosince 2011 po boku kolegů ze skupiny EXO Luhanem, Chenem, Taoem a dalších umělců společnosti SM Entertainment v rámci hudebního programu SBS Gayo Daejeon. Skupina oficiálně debutovala v dubnu 2012 a od té doby si získala značnou popularitu a komerční úspěch.
V říjnu 2012 se Kai účastnil propagační skupiny Younique Unit po boku kolegů Eunhyuka, Henryho, Hyoyeona, Taemina a Luhana. Skupina vydala píseň s názvem „Maxstep“ v rámci spolupráce společností SM Entertainment a Hyundai. V prosinci 2012 se spolu s kolegy Layem a Junhoem z TVXQ, Eunhyukem a Donghaem ze Super Junior a Minhem a Taeminem ze SHINee zapojil do taneční skupiny SM The Performance. Skupina se poprvé objevila 29. prosince v hudebním programu SBS Gayo Daejeon a vystoupila s písní „Spectrum“. Píseň byla oficiálně vydána následující den.
V srpnu 2014 spolupracoval na písni „Pretty Boy“ z debutového alba člena skupiny SHINee Taemina a v lednu 2016 debutoval v hlavní roli v dramatu Choco Bank, které dosáhlo rekordní sledovanosti. V prosinci 2016 si zahrál ve dvou epizodách dramatu First Seven Kisses, které produkovala společnost Lotte Duty Free.

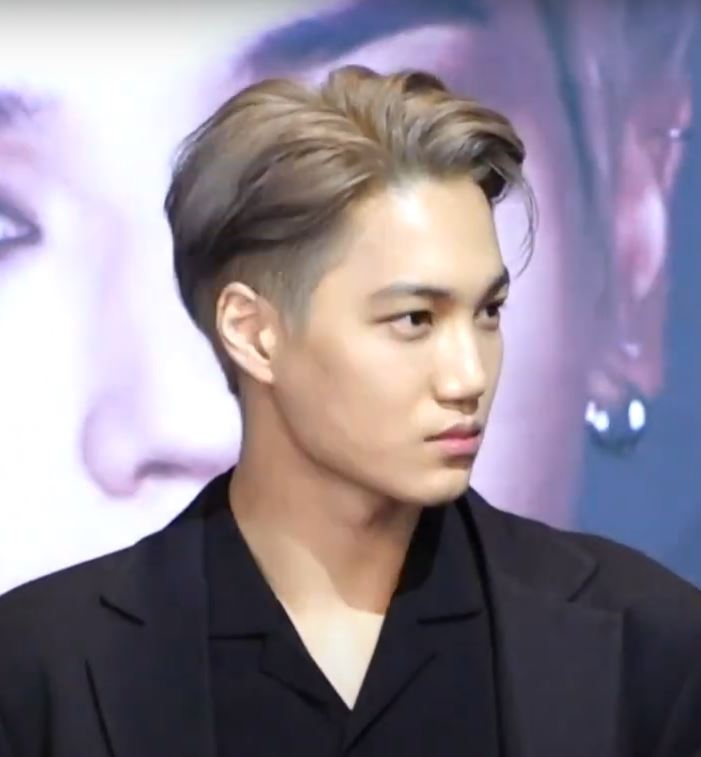
Kai na tiskové konferenci SuperM, 2. října 2019

V lednu 2017 bylo oznámeno, že bude hrát hlavní mužskou roli v seriálu televize KBS Andante, kde hrál studenta střední školy. V únoru 2017 byl obsazen do japonského dramatu Spring Has Come, podle stejnojmenného japonského románu. Toto drama, produkované vysílací stanicí WOWOW, je první, kdy hlavní roli ztvárnil cizinec. V prosinci byl vybrán jako model obálky prosincového čísla The Big Issue, což je časopis zaměřený na pomoc bezdomovcům. Časopis prodal během prvních dvou dnů 20 000 výtisků a celkem se prodalo 80 000 výtisků, což znamenal nejvyšší počet prodaných výtisků od začátku vydávání časopisu. Časopis vychází od července roku 2010.
V roce 2018 byl obsazen do melodramatu televize KBS Miracle That We Met.
7. srpna 2019 bylo potvrzeno, že se stal členem superskupiny SuperM, vytvořené společností SM Entertainment ve spolupráci s americkou společností Capitol Records. Propagace skupiny začala v říjnu a je zaměřena na americký trh. SuperM debutovala se svým EP 4. října 2019. Kai byl vybrán jako první globální velvyslanec Gucci Eyewear Men v Koreji.
11. listopadu 2020 bylo oznámeno, že Kai 30. listopadu vydá své první EP - Kai (开) s titulní písní "음 (Mmmh)".
20. listopadu měla na Netflixu premiéru varieté show New World, které se Kai zúčastnil jako jeden ze soutěžících. 30. listopadu, přesně rok od sólového debutu, vydal Kai druhé EP Peaches se stejnojmennou titulní písní.

## Diskografie
| Název    | Datum vydání | Seznam skladeb                                                                                 |
| -------- | ------------ | ---------------------------------------------------------------------------------------------- |
| KAI (开) | 30. 11. 2020 | 1. 음 (Mmmh) 2. Nothing On Me 3. 기억상실 (Amnesia) 4. Reason 5. Ride Or Die 6. Hello Stranger |
| Peaches  | 30. 11. 2021 | 1. Peaches 2. Vanilla 3. Domino 4. Come In 5. To Be Honest 6. Blue                             |